# 鏡宏一 ABCナイトQ
『鏡宏一 ABCナイトQ』（かがみこういち エービーシーナイトキュー）は、朝日放送ラジオ（ABCラジオ）で1983年10月10日から1985年4月5日まで放送されていた平日夜のラジオワイド番組。

## 概要
本番組は直前の1983年10月7日まで放送されていた前番組『ABC星空ワイド』に次ぐ、「ヤンリク（ABCヤングリクエスト）前」のワイド番組。スタート当初のコンセプトは「若者にとって必要な価値ある情報を採り上げる番組」、「ヤングの動きをビビッドに伝えるラジオ版情報誌」。ラジオカー「テレッカー」が毎晩街中へ話題を求めてライブハウス、大学からコンパの会場に至るまでどこへでも出動し、取材先で若者の本音を聞き出してレポートした他、情報誌とも連携して最新のイベント、レコード、映画、スポーツ、ファッションなどの情報からローカル情報までをふんだんに採りあげていった。また当時最先端であったマイクロコンピュータなどのコンピュータをフル活用し、「パソピア・ベストテン」「来週のパソピア占い」などのランキング、ゲーム、占いコーナーが行われた。
内包番組を多く抱えるブロックワイド形式だった前番組『ABC星空ワイド』とは異なり、内包番組は大幅に減らして東芝一社提供枠（『拝啓 青春諸君!』→『KIDS IN TOSHIBA かぼちゃークラブ』）やニュース、『スポーツ・パレード』を放送する程度に留まっていた。
1984年10月8日から『ABCヤングリクエスト』が午後10時（22時）にスタート時間を繰り上げたため、本番組は午後9時（21時）台のみの放送となる。これ以降は毎日ゲストを迎えてのトークの企画の要素が多くなっていた。
本番組終了後はABCラジオの午後9時台からは1時間以上のワイド番組が無くなり、その再開は1986年10月スタートの『乾龍介のホットポイント』（平日21:10〜23:30など）となる。なお、鏡宏一自身は本番組終了の4年6か月後の1989年10月にスタートした（『ABC発 ちょっと真面目な9時15分』（平日21:15〜21:45、1990年3月まで）のメインパーソナリティとして、同じABCラジオの平日午後9時台に再登場している。

## パーソナリティ
メイン
- 鏡宏一

レポーター
- ちゃらんぽらん[7]
- ミヤ蝶子（現・パピヨンズちよこ）[7]
- 若宮テイ子[7]

## 放送時間
- 月曜〜金曜 21:05〜22:30 （1983年10月10日〜1984年10月5日）
- 月曜〜金曜 21:10〜22:00 （1984年10月8日〜1985年4月5日）

## コーナー・タイムテーブル
- パソピア・ベストテン[5]
- 来週のパソピア占い[5]
- コーヒーブレイク[7]
- インフォメーションQ[7]

内包番組
- 東芝一社提供枠（ニッポン放送制作）
  - 拝啓!青春諸君 （1984年3月まで）[7]
  - KIDS IN TOSHIBA かぼちゃークラブ （1984年4月9日〜1984年10月5日）
- スポーツ・パレード[7]
- 朝日新聞ニュース[7]